# Medasina differens
Medasina differens là một loài bướm đêm trong họ Geometridae.